# Vliesdoek

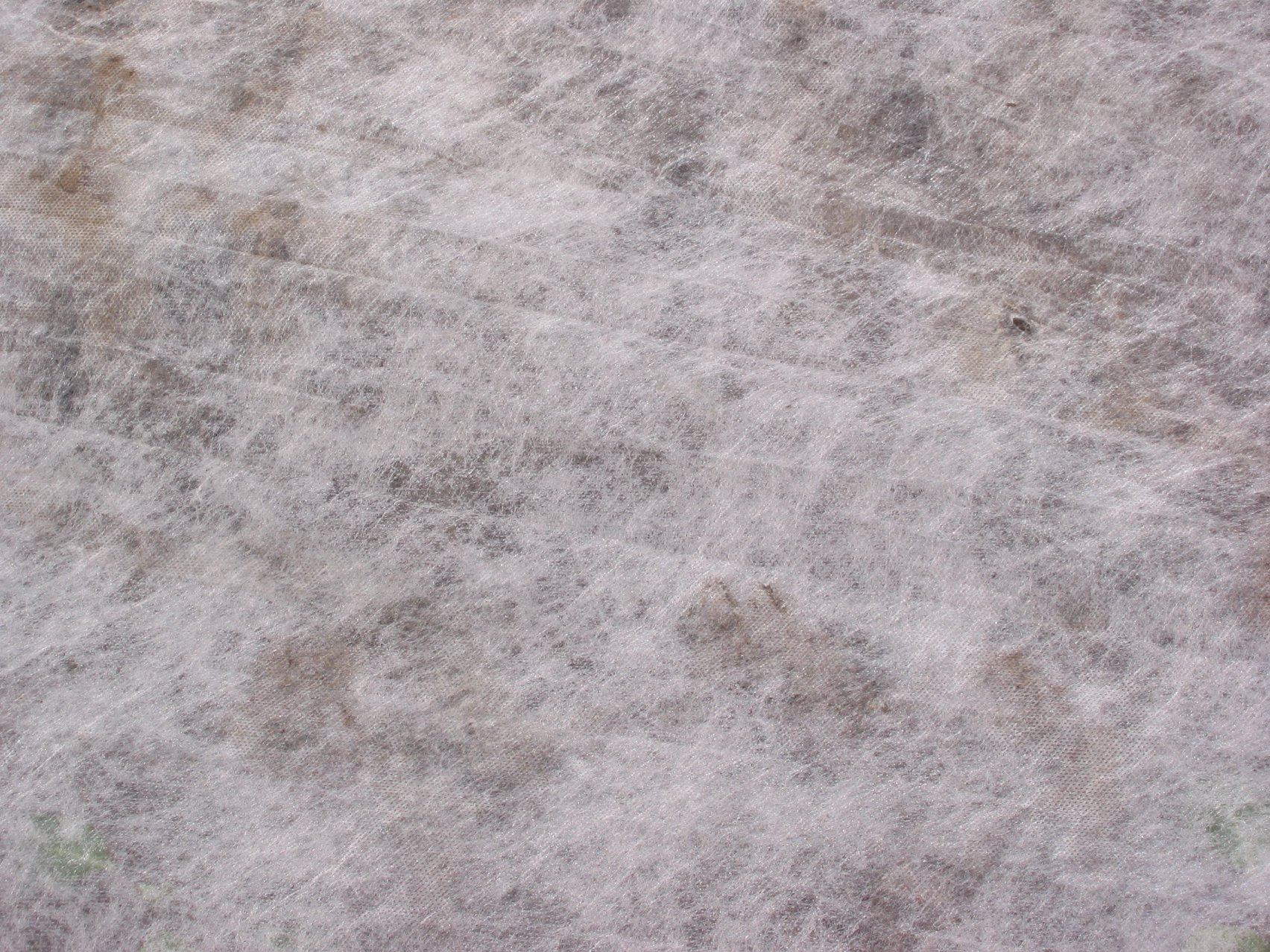
Vliesdoek

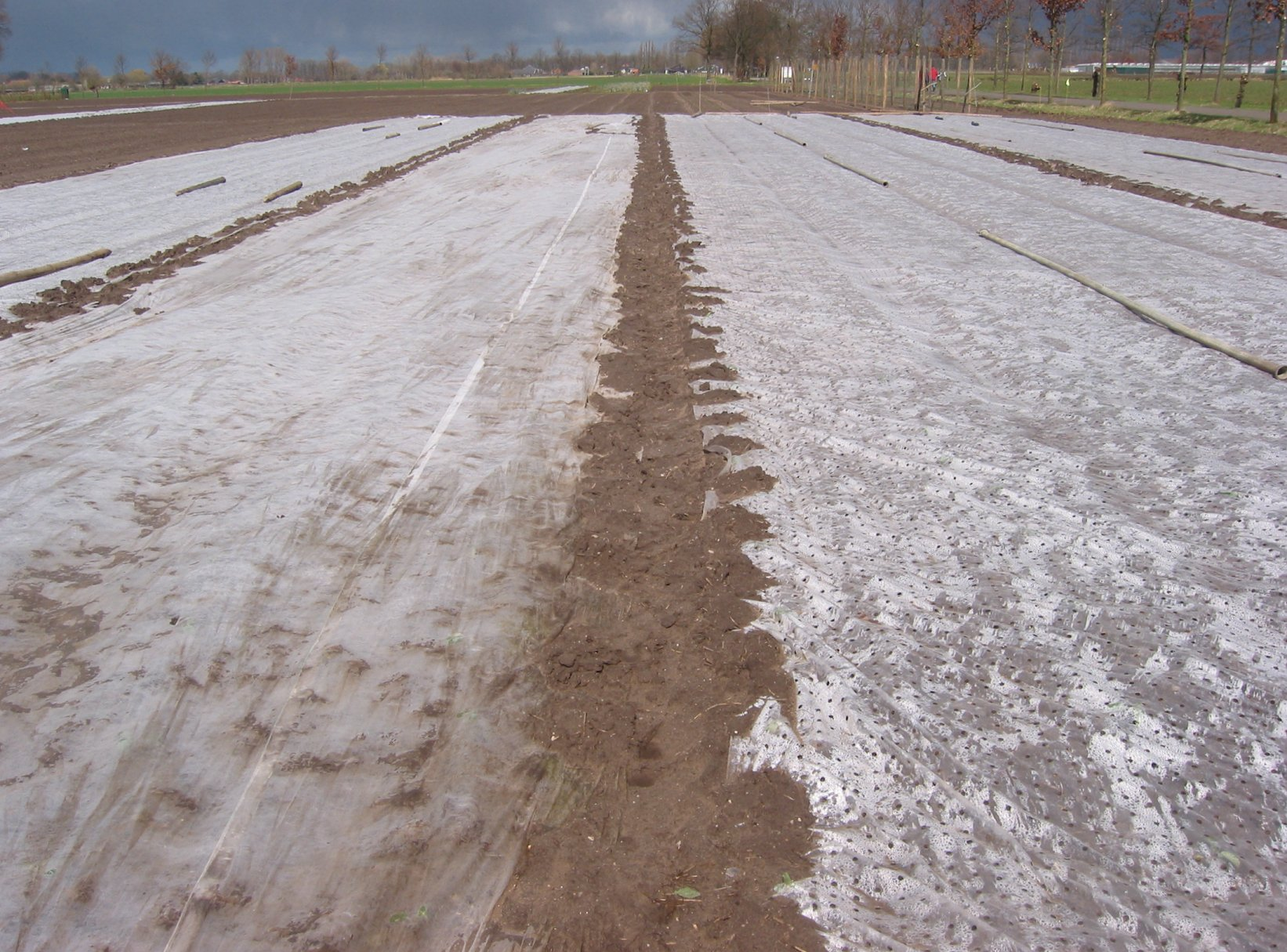
Afdekfolies; links vliesdoek en rechts geperforeerde folie

Vliesdoek wordt gebruikt voor vervroeging van een groentegewas, zoals sla en spitskool.
Tevens biedt het doek enige bescherming tegen nachtvorst. Vliesdoek is zeer licht, waterdoorlatend en wordt gemaakt van polypropeen. Doordat het vliesdoek op het gewas ligt kunnen sommige schadelijke insecten, zoals de koolvlieg en de wortelvlieg er niet bij komen. 
Vliesdoek is te verkrijgen in de diktes van 17 grams (= 17 g/m²), 30 grams of 60 grams. Meestal wordt de 17 grams doek gebruikt.
- 17 grams doek is 1,5; 3; 4; 6,5; 8; 10,5; 12,75 en 15 m breed te verkrijgen met een lengte van 250 of 500 m
- 30 grams doek is 3,2 en 9,6 m breed en 250 m lang
- 60 grams doek is 12 en 15 m breed en 50 m lang